# Karlovo náměstí metróállomás
Karlovo náměstí egy metróállomás Prágában a prágai B metró vonalán.

## Szomszédos állomások
A metróállomáshoz az alábbi állomások vannak a legközelebb:
- Anděl (Zličín)
- Národní třída (Černý Most)

## Átszállási kapcsolatok
| B (Zličín ↔ Černý Most) |                                                                                           |                         |
| Állomás                 | Átszállási kapcsolatok                                                                    | Fontosabb létesítmények |
| Karlovo náměstí         | 148, 176, 904, 910 2, 3, 4, 6, 10, 14, 16, 18, 22, 23, 24, 91, 92, 93, 94, 95, 96, 97, 99 |                         |